# Canalul pterigoidian

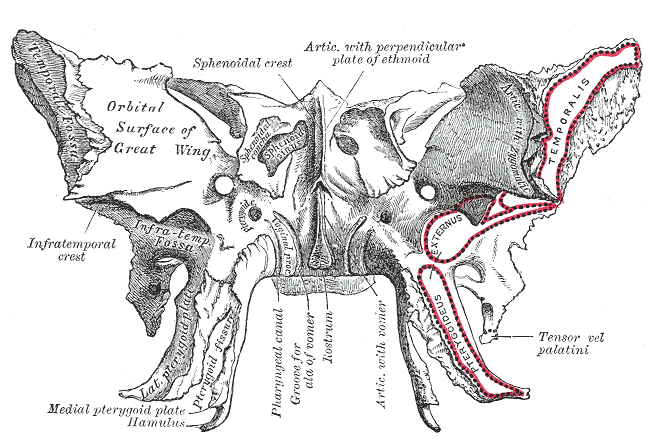

Canalul pterigoidian sau canalul vidian (Canalis pterygoideus) este un canal ce perforează antero-posterior baza procesului pterigoid a osului sfenoid. Orificiul posterior al canalului se află dedesubtul lingulei sfenoidale, iar orificiul anterior se deschide dedesubtul găurii rotunde în fosa pterigopalatină. Prin acest canal fosa pterigopalatină comunică cu exobaza craniului. Prin canalul pterigoidian trec artera canalului pterigoidian (Arteria canalis pterygoidei) și nervul canalului pterigoidian (Nervus canalis pterygoidei).